# Svetozar Rittig
Svetozar Rittig ili Ritig (Brod na Savi, 6. travnja 1873. – Zagreb, 21. srpnja 1961.), je hrvatski svećenik, crkveni povjesničar i političar.

## Župnik i crkveni povjesničar
Studira bogosloviju u Sarajevu, Đakovu, Beču i Rimu. Zaređen za svećenika 1895. Neko je vrijeme bio tajnik biskupa Strossmayera, čije političke ideje prihvaća. Predaje crkvenu povijest u Đakovu i na Bogoslovskom fakultetu u Zagrebu. Neko je vrijeme bio urednik Katoličkog lista u Zagrebu. Doktorirao je u Beču 1902. Objavljuje znanstvena djela iz crkvene povijesti.

### Župnik središnje zagrebačke župe
Godine 1915. imenovan je župnikom župe Sv. Blaža, a 1917. – 1941. župnik je središnje zagrebačke župe Sv. Marka. Istakao se zaslugama za Crkvu i u znak priznanja imenovan papinskim tajnim komornikom i opatom sv. Helene od Podborja. Umirovljen je 1954., ali je kao znanstvenik ostao aktivan i dalje.
Bio je čovjek velikog obrazovanja i širokog duha. Njegov župni dom na Gornjem gradu u Zagrebu bio je sastajalište umjetnika i intelektualaca. Razvio je karitativnu djelatnost, pokrenuo župski list. Uz pomoć Meštrovića i Joze Kljakovića obnovio je i umjetnički obogatio crkvu sv. Marka na Markovom trgu u Zagrebu.

### Hrvatska crkvena povijest i Staroslavenski institut
Glavni mu je znanstveni interes bio hrvatska crkvena povijest za koju je ostavio vrijedne priloge. Njegovo najvažnije znanstveno djelo je Povijest i pravo slovenštine u crkvenom bogoslužju, s osobitim obzirom na Hrvatsku, I. sveska od 863 – 1248 (Zagreb 1910.). Godine 1947. postaje redovni član JAZU.
U Zagrebu pokreće osnivanje staroslavenske akademije, kao nastavak ugasle krčke, koja 1952. postaje Staroslavenski institut. Na njegovom je čelu sve do smrti. Institut (kasnije zavod) nosio je 1961. – 1997. njegovo ime, a danas ima prvobitni naziv.

## Političko djelovanje
U politički život ulazi kao pristaša Strossmayerove politike. Zalaže se za ujedinjenje južnoslavenskih naroda na federalističkim načelima, čemu ostaje vjeran do smrti. 

### U Austro-Ugarskoj
Član je Hrvatske stranke prava, koja je od 1905. članica Hrvatsko-srpske koalicije. Zastupnik kotara Đakovo u Saboru 1908. – 1918. Godine 1917. putuje u Švicarsku, uspostavljajući vezu između Sabora i emigrantskog Jugoslavenskog odbora. Godine 1918. član je Narodnog vijeća SHS-a.

### U Kraljevini SHS (do 1929.)
Nakon uspostave Kraljevine SHS pridružio se stranci Hrvatska zajednica. Član je Privremenog narodnog predstavništva 1919. – 1920. Godine 1919. u ime katoličkih biskupa Kraljevine SHS sastavio je memorandum za Vatikan, tražeći priznanje nove države, i osobno ga predao papi. 
Hrvatske "građanske" stranke doživjele su fijasko na izborima za Ustavotvornu skupštinu Kraljevine SHS 28.studenoga 1920., te još veći na izborima za Narodnu skupštinu Kraljevine SHS 1923. i 1925. Tek 1927. osvajaju u koaliciji Hrvatski blok dva mandata (Ante Pavelić i Ante Trumbić). U Zagrebu, međutim, Rittig je uzastopce biran za zastupnika u Gradskom zastupstvu, tako da je na toj funkciji 1917. – 1932. Inzistira na potrebi radikalnijeg rješavanja socijalnih problema.

### Nakon proglašenja Šestosiječanjske diktature
Nakon proglašenja Šestosiječanjske diktature, u siječnju 1929. zajedno s Milom Budakom razgovara s Antom Pavelićem, dan prije njegovog odlaska u emigraciju. (Pavelić je 1927. bio izabran za zastupnika Narodne skupštine Kraljevine SHS na listi Hrvatskog bloka, u kojem je bila i Hrvatska federalistička seljačka stranka.). Tada je bilo dogovoreno da će raditi na rušenju Jugoslavije.(Tko je tko u NDH).  
Međutim, Rittig je stalno nastojao na hrvatsko-srpskom pomirenju i na postizanju kompromisa s dvorom. Vodio je tzv. "Poklonstvenu delegaciju" kralju Aleksandru u Beograd, što mu je prskrbilo nemali broj protivnika u Hrvatskoj. Zastupa federalizam, ali njegove su nade u postizanje sporazuma iluzorne. (Tko je tko u NDH; Petešić, str. 132)

#### Govor protiv Pavelićeve politike 1929.
Na sjednici Gradskog vijeća Zagreba, 28. studenoga 1929., održao je govor u kojem žestoko kritizira djelovanje Ante Pavelića, koji se u emigraciji, već tada, po Rittigovoj procjeni stavio u službu tuđinskih (talijanskih i mađarskih) ciljeva. S obzirom na ono što se dogodilo po uspostavi NDH 1941., govor djeluje proročanski. Nasuprot teritorijalnim presizanjima tuđinaca (osobito talijanskom prema Dalmaciji), kaže Rittig, nužno je očuvati jugoslavensku državu. U ovom govoru upotrijebio je parolu Ne tražimo tuđe, ali ne dajemo ni svoje!, koju je, efektno skraćenu ("Tuđe nećemo – svoje ne damo!") upotrijebio Josip Broz Tito u jednom govoru na Visu 1944. i brzo je postala čuvena. 
Posljednji krvavi događaji i strahovita otkrića uzbuđuju savjest i dušu svakog našeg građanina, a vjekovni neprijatelji hrvatskog naroda trljaju zadovoljno svoje ruke i vrebaju na naš teritorij, na naš hrvatski, na naš državni teritorij. (…)
Gospodo! Grad Zagreb je postao velik po tome, što je on nosilac i apostol ove jugoslavenske misli, kao narodnog vjerovanja i ispovijedi svih nas, koji smo s tri imena bili razdvojeni u nekoliko država. Mi znamo da nad našom zemljom ima oblaka, ali otvoreno ovdje kažemo, da za nas Hrvate druge obećane zemlje nema nego Jugoslavija. Nema je, jer rješenje svih naših želja i svih naših težnja jedino je moguće u Jugoslaviji, jer ona obuhvaća čitav naš teritorij u kome žive Hrvati. Zato sav onaj rad dr. Pavelića, generala Sarkotića i ne znam kako se sve tko od njih zove, kao i njihovih drugova, ne izvire iz genija hrvatskog naroda, ne izvire iz njegove kulturne tradicije i političkih interesa, nego iz službe tuđinskoj misiji, tuđinskoj politici. (…) Zar nije zločin igrati se sudbinom Dalmacije, u kojoj se rodila hrvatska državna misao? (…) Nema, gospodo, Hrvatske bez Dalmacije! Nema ni Jugoslavije bez Dalmacije! Mi poštujemo veliku talijansku kluturu. Mo smo s talijanskim narodom stajali i stojimo u uskim vezama, želimo to i dalje, jer smo narod miroljubiv i ne tražimo tuđe, ali ne dajemo ni svoje! (Petešić, str. 133-134)

### Djelovanje 1934. – 1941.
Nakon ubojstva kralja Aleksandra, godine 1934., četvrti je potpisnik memoranduma za uređenje unutarnjih prilika u Kraljevini Jugoslaviji, upućenog regentu princu Pavlu. Prvi je potpisnik bio zagrebački nadbiskup Antun Bauer, drugi nadbiskup-koadjutor Alojzije Stepinac, treći splitski biskup Bonefačić. Slijedili su potpisi četrdesetak najuglednijih ljudi iz Hrvatske. Tekst memoranduma pripisuje se Ivanu Meštroviću, a prvi zahtjev bio je puštanje Mačeka iz zatvora. (Petešić, str. 132)
Kada su u Zagreb počeli dolaziti izbjeglice iz nacističke Njemačke, osobito židovski bjegunci pred holokaustom, osnovao je 1936. crkveni odbor za njihovo zbrinjavanje.

### Drugi svjetski rat: priključenje NOP-u
Nakon uspostave NDH, krajem lipnja 1941. ustaška vlast ga je planirala uhititi. Doznavši za to, 30. lipnja 1941. odlazi iz Zagreba k svome bratu u Novi Vinodolski, na područje koje je okupirala Italija, a koncem kolovoza u Selce. Ubrzo, preko organizacije Komunističke partije Hrvatske u Selcima, stupa u kontakt s Narodnooslobodilačkim pokretom (NOP) i novčano ga pomaže.
Dva dana po kapitulaciji Italije (tj. 10. rujna 1943.) organiziran je njegov put automobilom u Otočac, gdje se susreo s predsjednikom AVNOJ-a dr. Ivanom Ribarom, Andrijom Hebrangom i drugim vođama NOP-a. Drugi dan vratio se u Selce. Nekoliko dana kasnije pratio je dr. Ivana Ribara u posjetu krčkom biskupu dr. Josipu Srebrniću, kojega pokušavaju nagovoriti da pruži podršku NOP-u i pošalje nekoliko svojih svećenika za vjerske referente na oslobođeno područje. Srebrnić je to međutim odbio, a godinu dana kasnije uputio je kleru svoje biskupije okružnicu kojom osuđuje NOP i zabranjuje suradnju s njim. Rittig mu je poslao oštar odgovor u obliku knjižice od 14 stranica "Odgovor krčkom biskupu na njegovu osudu NOP-a", a jedan od njegovih glavnih argumenata su kako je sam partizanski poglavar Josip Broz Tito na svečanosti 30. studenog 1943. u Jajcu izjavio:
Na Drugom zasjedanju ZAVNOH-a u Plaškom, 12. listopada 1943., održao je govor, koji je tiskan u Vjesniku Jedinstvene Narodno-oslobodilačke fronte Hrvatske u broju od 20. studenoga 1943. kao uvodni tekst, a dvaput je tiskan i kao brošura na ciklostilu.
Vi ste, drugovi, izvršili još drugo veliko djelo. Vi ste uspostavili i uskrsnuli bratstvo i slogu između srpskoga i hrvatskoga naroda. I tim ste pokazali budućim pokoljenjima, kako je ovo naša zajednička domovina, koju jednako ljubimo, pa zato za nju jednako i umiremo. (…) Vi ste od svojih vođa netom čuli velikih riječi. Usadite ih duboko u svoju dušu. Kako ste veliki vojnici i junaci, tako budite i veliki učitelji i novih, zdravih narodnih i političkih misli i načela što ste ih ovdje čuli.
Moram vam reći još nekoliko rijeći kao svećenik. Mi svećenici bili smo uvijek narodni ljudi. (…) Hrvatski svećenik Štos, veliki naš pjesnik, bio je onaj čovjek, koji je banu Jelačiću predložio da ukine kmetstvo u cijeloj Hrvatskoj. Narod se onda borio za Austriju i bio prevaren. Danas se to više neće dogoditi. Poznat vam je naš veliki hrvatski biskup Strossmayer koji nas je učio slozi i ljubavi hrvatskog i srpskog naroda. Nažalost, u posljednje vrijeme mnogi su naročito mladi svećenici zaboravili na ovu svoju narodnu i kršćansku dužnost. Ovo što su mlađi svećenici sada učinili jeste izdaja narodnih ideala. To je peta kolona, koja je izdala osjećaje svoga naroda. (…)
Nakon što je, 20. listopada, Beograd pao u ruke Sovjeta i partizana, Rittig je u služio u mjesnoj crkvi svetu misu Te Deum.

### Poslijeratna karijera
Poslije rata Rittig je biran na razne političke dužnosti. Imenovan je NR Hrvatske. Također je poslanik u Ustavotvornoj i Saveznoj skupštini te Saboru NR Hrvatske. Od 1946. do 1954. bio je ministar bez portfelja u vladi NRH.
Zdušno se zalagao za potpisivanje sporazuma između SFRJ i Vatikana, do čega je konačno došlo tek 1966., nakon njegove smrti.

### Članci
- Kadić, Ante. 1994. Evelin Waugh o Titovim partizanima (I). Crkva u svijetu. Sveučilište u Splitu - Katolički bogoslovni fakultet. Split. 29 (3): 304–316

## Vanjske poveznice
- Sbperiskop.net: Sramotan odnos prema Svetozaru Rittigu, znamenitom Brođaninu i svećeniku koji se pridružio narodnooslobodilačkoj borbi (5. studenog 2012.), preuzeto 6. studenog 2013.
- Hrcak.hr: Svetozar Rittig - svećenik ministar u komunističkoj vladi Hrvatske, preuzeto 6. studenog 2013.